# Medaglia della guerra del 1812
La Medaglia della guerra del 1812 o Medaglia a ricordo della guerra patriottica del 1812 (in russo: Медаль «В память Отечественной войны 1812 года») è una medaglia commemorativa attribuita dall'impero russo a quanti avessero preso parte alla Guerra patriottica del 1812 contro le truppe di Napoleone.

## Storia
Quando l'esercito imperiale russo ebbe tratto in inganno le truppe napoleoniche che giunsero sino a Mosca riuscendo a sconfiggerle, lo zar Alessandro I emanò quasi subito un decreto imperiale per l'istituzione di una medaglia commemorativa di quella che i russi da subito definirono come "guerra patriottica". Nel decreto si indicava:
Il decreto, firmato il 22 dicembre 1813, venne emesso dal comandante generale dell'esercito Barclay de Tolly per la creazione di una medaglia d'argento, completata otto mesi dopo da una concessione anche in bronzo. Quest'ultima decorazione venne destinata a premiare i mercanti ed i membri della nobiltà che, pur non avendo preso parte direttamente agli scontri sul campo, finanziarono il progetto. Per tutte le altre categorie meritevoli che non rientrassero nelle precedenti due categorie, venne prevista nel 1814 la concessione di una medaglia di bronzo di dimensioni inferiori.

## Concessioni
La medaglia venne assegnata a tutti gli ufficiali, sottufficiali e uomini di truppa russi, nonché a tutto il personale medico, infermieristico e sacerdoti che avesse preso parte alla guerra patriottica del 1812. Le prescrizioni erano di indossare la medaglia in ogni occasione ufficiale, anche prima delle decorazioni di stato, perché essa rappresentava il sacrificio e la volontà della Russia nel difendere i propri confini dall'invasore più temuto dell'Europa dell'inizio dell'Ottocento.

## La medaglia

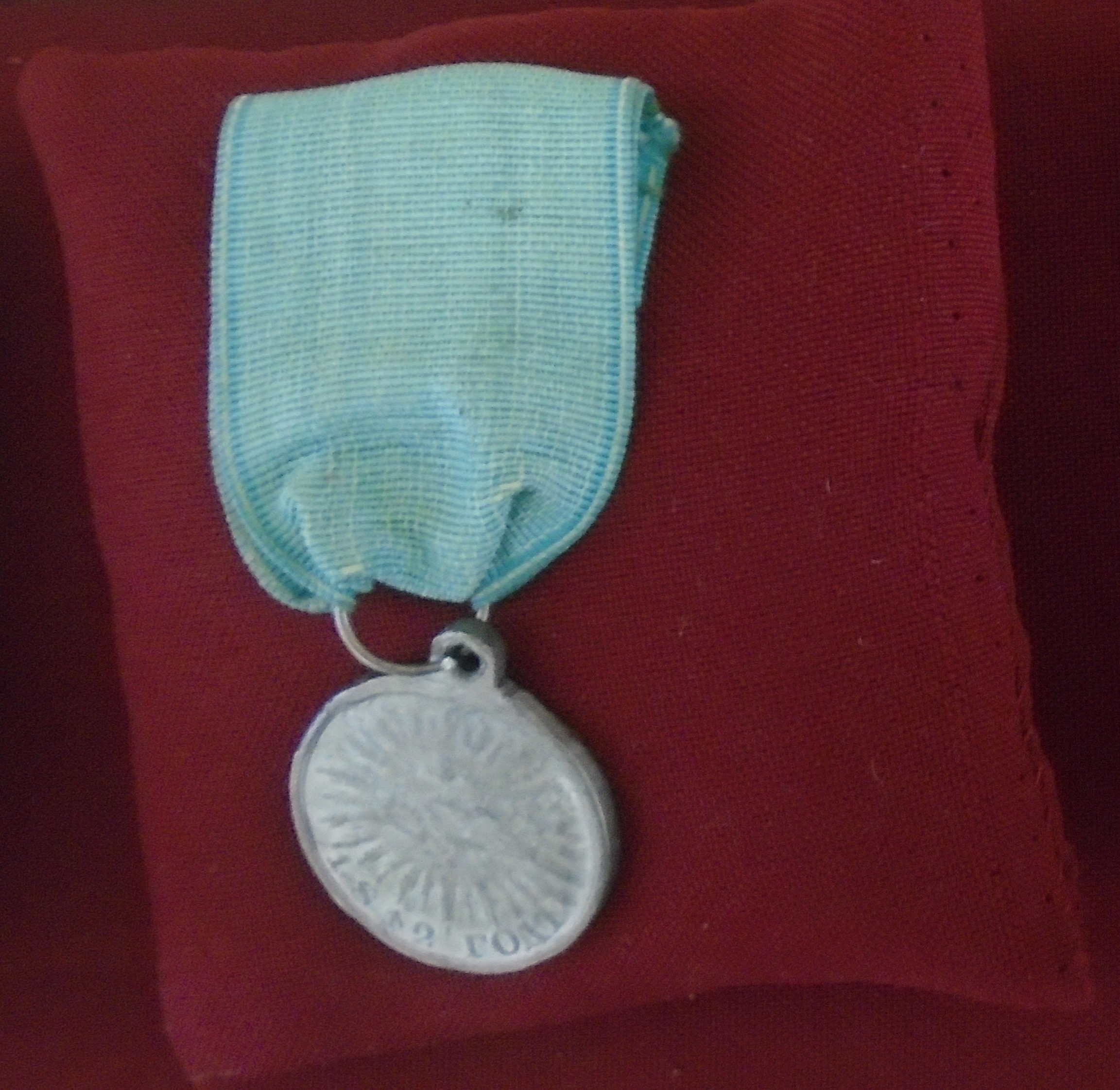
La medaglia d'argento col relativo nastro

La medaglia venne realizzata in tre classi.
La classe in argento, consisteva in un disco d'argento di 28 mm di diametro, avente sul diritto la raffigurazione dell'Occhio della Provvidenza raggiante sotto il quale si trovava la scritta "ANNO 1812". Sul rovescio della medaglia vi era un'iscrizione su quattro righe ripresa dal Salterio: "NON A NOI - NON A NOI - MA AL TUO NOME" (Sal. 114:9). Il nastro era identico a quello dell'Ordine di Sant'Andrea, la massima onorificenza di stato. La medaglia d'argento venne prodotta in 260.000 esemplari dalla zecca di San Pietroburgo.
La classe in bronzo consisteva in un disco di bronzo di 28 mm di diametro, avente sul diritto la raffigurazione dell'Occhio della Provvidenza raggiante sotto il quale si trovava la scritta "ANNO 1812". Sul retro della medaglia vi era un'iscrizione su quattro righe ripresa dal Salterio: "NON A NOI - NON A NOI - MA AL TUO NOME" (Sal. 114:9). Il nastro era identico a quello dell'Ordine di San Vladimiro, la massima onorificenza di stato. La medaglia di bronzo venne prodotta in 64.662 esemplari dalla zecca di San Pietroburgo.
La medaglia di bronzo piccola consisteva in una disco di bronzo di 24 mm di diametro, avente sul diritto la raffigurazione dell'Occhio della Provvidenza raggiante sotto il quale si trovava la scritta "ANNO 1812". Sul retro della medaglia vi era un'iscrizione su quattro righe ripresa dal Salterio: "NON A NOI - NON A NOI - MA AL TUO NOME" (Sal. 114:9). Il nastro era identico a quello dell'Ordine di Sant'Anna, la massima onorificenza di stato. La medaglia di bronzo piccola venne prodotta in 7606 esemplari dalla zecca di San Pietroburgo.

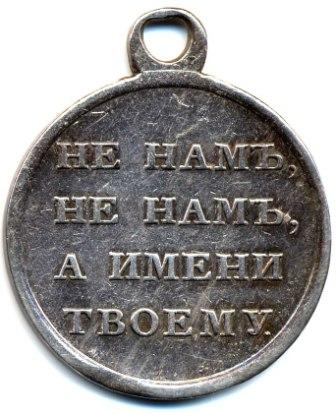
Retro della versione in argento
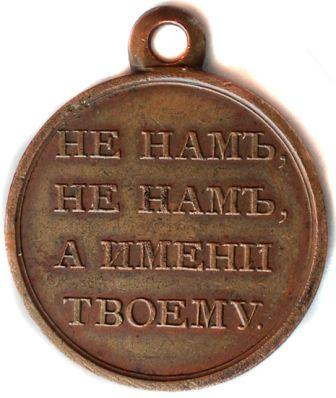
Retro della versione in bronzo